# Adrian Mannarino
Adrian Mannarino (Soisy-sous-Montmorency, 1988. június 29. –) francia hivatásos teniszező. Karrierje során még nem szerzett ATP-tornagyőzelmet, eddig 5 tornán volt döntős. Párosban a legnagyobb sikerét a 2016-os Australian Openen érte el, ahol honfitársával Lucas Pouillelel elődöntőt játszott, ahol vereséget szenvedtek a későbbi győztes Jamie Murray, Bruno Soares kettőstől.

## ATP-döntői

### Egyéni

#### Elvesztett döntői (5)
|   | Dátum            | Torna                                          | Borítás | Ellenfél a döntőben | Eredmény a döntőben |
| 1 | 2015. január 17. | Heineken Open, Auckland                        | Kemény  | Jiří Veselý         | 3-6, 2-6            |
| 2 | 2015. július 26. | Claro Open Colombia, Bogotá                    | Kemény  | Bernard Tomic       | 1-6, 6-3, 2-6       |
| 3 | 2017. július 1.  | Antalya Open, Antalya                          | Fű      | Szugita Júicsi      | 1-6, 6-7(4)         |
| 4 | 2017. október 8. | Rakuten Japan Open Tennis Championships, Tokió | Kemény  | David Goffin        | 3-6, 5-7            |
| 5 | 2018. június 30. | Antalya Open, Antalya                          | Fű      | Damir Džumhur       | 1-6, 6-1, 1-6       |

## Eredményei Grand Slam-tornákon
| Grand Slam | Australian Open | Australian Open       | Roland Garros | Roland Garros          | Wimbledon     | Wimbledon       | US Open       | US Open               |
| Év         | Eredmény        | Utolsó ellenfél       | Eredmény      | Utolsó ellenfél        | Eredmény      | Utolsó ellenfél | Eredmény      | Utolsó ellenfél       |
| 2007       | -               | -                     | Selejtező (1) | Selejtező (1)          | -             | -               | -             | -                     |
| 2008       | -               | -                     | 1.kör         | Diego Junqueira        | Selejtező (1) | Selejtező (1)   | Selejtező (2) | Selejtező (2)         |
| 2009       | 1.kör           | Fernando Verdasco     | 1.kör         | Tommy Robredo          | 1.kör         | Marc Gicquel    | Selejtező (2) | Selejtező (2)         |
| 2010       | -               | -                     | Selejtező (3) | Selejtező (3)          | Selejtező (3) | Selejtező (3)   | 2.kör         | Fernando Verdasco     |
| 2011       | 2.kör           | Richard Gasquet       | 1.kör         | Guillaume Rufin        | 2.kör         | Roger Federer   | 1.kör         | Florian Mayer         |
| 2012       | 1.kör           | Juan Martín del Potro | 1.kör         | Fabio Fognini          | Selejtező (1) | Selejtező (1)   | Selejtező (3) | Selejtező (3)         |
| 2013       | 1.kör           | Juan Martín del Potro | 1.kör         | Pablo Cuevas           | 4.kör         | Łukasz Kubot    | 3.kör         | Roger Federer         |
| 2014       | 2.kör           | David Ferrer          | 2.kör         | Guillermo García López | 2.kör         | Tommy Robredo   | 3.kör         | Roberto Bautista Agut |
| 2015       | 2.kör           | Feliciano López       | 1.kör         | Jürgen Melzer          | 2.kör         | Gaël Monfils    | 2.kör         | Andy Murray           |
| 2016       | 1.kör           | Sam Groth             | 2.kör         | Miloš Raonić           | 2.kör         | Novak Đoković   | 1.kör         | Ryan Harrison         |
| 2017       | 1.kör           | Karen Hacsanov        | 1.kör         | Horacio Zeballos       | 4.kör         | Novak Đoković   | 3.kör         | Dominic Thiem         |
| 2018       | 3.kör           | Dominic Thiem         | 1.kör         | Steve Johnson          | 4.kör         | Roger Federer   |               |                       |

## Év végi világranglista-helyezései
| Év       | 2004 | 2005 | 2006 | 2007 | 2008 | 2009 | 2010 | 2011 | 2012 | 2013 | 2014 | 2015 | 2016 | 2017 |
| Helyezés | 1119 | 903  | 446  | 324  | 134  | 179  | 83   | 87   | 192  | 59   | 44   | 47   | 60   | 28   |

## Győzelmei top 10-es játékos ellen évenként
| Szezon    | 2015 | 2016 | 2017 |
| Győzelmek | 1    | 0    | 3    |

### Győzelmei top 10-es játékos ellen részletesen
|      | Ellenfél           | Ranglista | Torna                                   | Borítás | Forduló  | Eredmény         |
| 2015 |                    |           |                                         |         |          |                  |
| 1.   | Stanislas Wawrinka | 8         | Sony Open Tennis                        | Kemény  | 3. kör   | 7–6(4), 7–6(5)   |
| 2017 |                    |           |                                         |         |          |                  |
| 2.   | Jo-Wilfried Tsonga | 10        | Monte-Carlo Rolex Masters               | Salak   | 2. kör   | 6–7(3), 6–2, 6–3 |
| 3.   | Miloš Raonić       | 10        | Rogers Cup                              | Kemény  | 2. kör   | 6–4, 6–4         |
| 4.   | Marin Čilić        | 5         | Rakuten Japan Open Tennis Championships | Kemény  | Elődöntő | 6–7(5), 6–4, 6–4 |